# Enveja (pel·lícula)
Enveja  (títol original: Envy ) és una pel·lícula estatunidenca dirigida per Barry Levinson, estrenada l'any 2004. Després del fracàs al box-office nord-americà, el film ha estrenada directament en vídeo a molt països, sobretot a Europa. Ha estat doblada al català.

## Argument
Dingman i Nick Vanderpark són dos veïns, igualment molt bons amics, i fins i tot col·legues de treball a l'empresa 3M. Veuen tanmateix les seves relacions deteriorar-se, quan Nick es fa ric comercialitzant la seva inventiva, el Vapoorize, un esprai contra els excrements de gos. Tim llavors enveja la seva fortuna.

## Repartiment
- Ben Stiller: Tim Dingman
- Jack Black: Nick Vanderpark
- Rachel Weisz: Debbie Dingman
- Amy Poehler: Natalie Vanderpark
- Christopher Walken: J-Man
- Ariel Gade: Lula Dingman
- Sam Lerner: Michael Dingman
- Ofer Samra: Pete

## Crítica
En el web Rotten Tomatoes, el film només recull un 7 % d'opinions favorables, amb 116 crítiques recollides.
L'any 2005, el film obté una nominació en la 25e cerimònia dels premis Razzie en la categoria pitjor actor per a Ben Stiller.
Tot i que el film havia de sortir als Estats Units directament en vídeo, després de preestrena, Enveja finalment surt en sales. No té gaire èxit, amb només 13.562.325 de dòlars. Més endavant, sortirà en vídeo a molts països, sobretot europeus, i només informa 14.581.765 $ al box-office mundial.